# Senryū
Senryū (川柳 Sauce de río?) es una forma corta de poesía japonesa.
Es similar al haiku en su construcción (tres líneas con 17 moras en total) pero el senryū no contiene kigo (referencia a la estación del año para la que está escrito), ni trata sobre temas de la naturaleza o las estaciones, sino que se centra en la existencia humana, incluyendo a menudo humor negro y cinismo sobre las miserias mundanas.

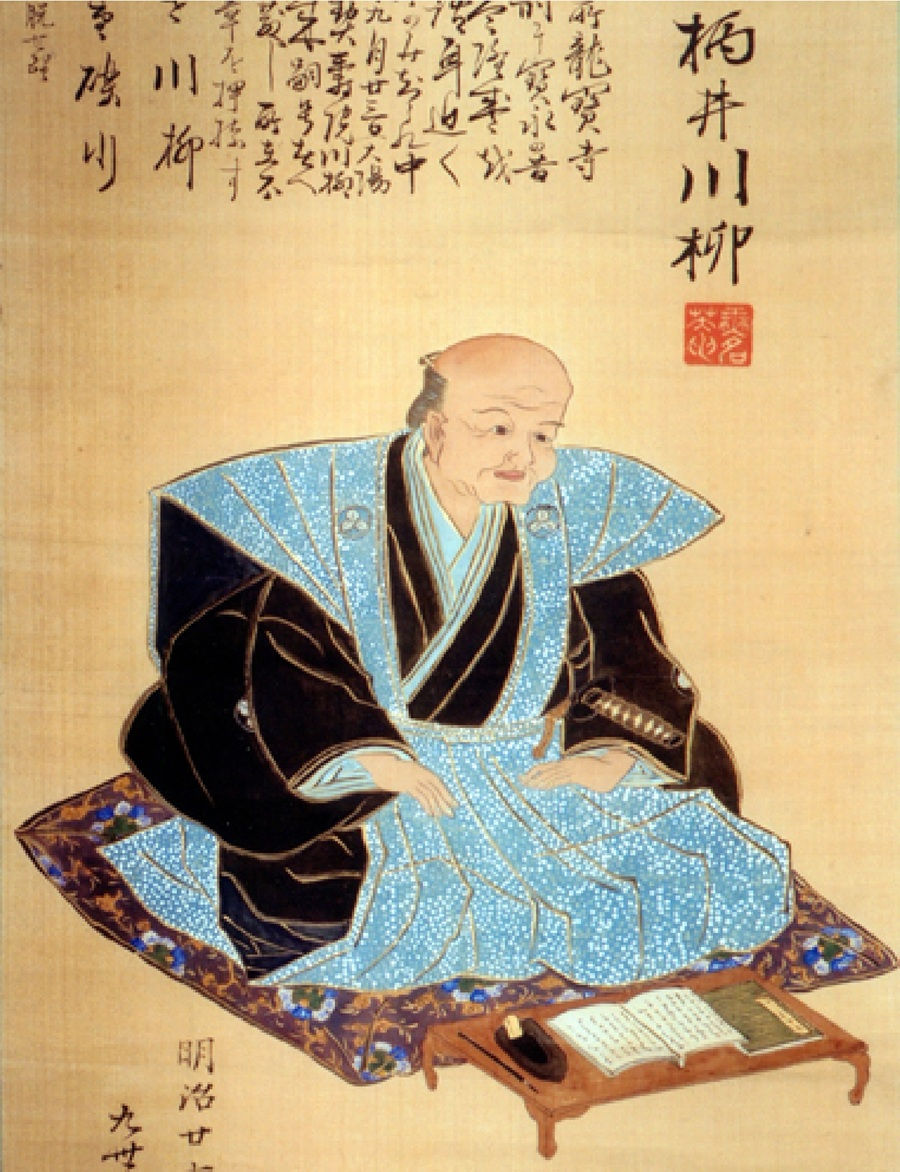
Karai Senryū fue un poeta y juez de poesía (tenja) japonés (1718 – 30 de octubre de 1790).

Este toque de humor tampoco está presente en el haiku contemporáneo, basado en shiki (siglo XIX), aunque sí formaba parte de la tradición inaugurada por Bashoo (siglo XVII).
El nombre de esta forma poética proviene de Karai Senryū, poeta y juez de poesía (tenja ) japonés. "Senryū" fue el apodo que el poeta adoptó cuando comenzó a juzgar poesía. La palabra senryū significa "sauce de río" en japonés.